# Erich Kuhlbrodt

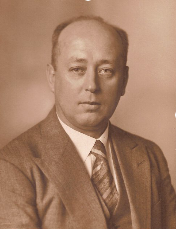
Erich Kuhlbrodt

Erich Walter Gotthard Kuhlbrodt (* 22. August 1891 in Lichtenberg; † 21. Dezember 1972 in Hamburg) war ein deutscher maritimer Meteorologe. Er betrieb Grundlagenforschung auf den Gebieten der maritimen Aerologie, des maritimen Wetterbeobachtungswesens und der maritimen Klimatologie.

## Leben und Werk
Erich Kuhlbrodt besuchte das Realgymnasium Lichterfelde, anschließend studierte er von 1910 bis 1914 an der Friedrich-Wilhelms-Universität zu Berlin. Während seines Studiums wurde er Mitglied beim Verein Deutscher Studenten Berlin. Nach eigenen Aussagen verdankte Kuhlbrodt seine Leidenschaft für die maritime Aerologie dem Klimatologen Wladimir Peter Köppen, der überzeugt war, dass dem Studium der freien Atmosphäre in der Meteorologie und in der Wetterprognose die Zukunft gehöre. Kuhlbrodt diente im Ersten Weltkrieg als Oberstleutnant der Infanterie. Als der Meteorologe und Polarforscher Alfred Wegener 1917 Verstärkung für den Heereswetterdienst suchte, konnte Kuhlbrodt die Schützengräben von Verdun verlassen. Gemeinsam betrieben Kuhlbrodt und Wegener im letzten Kriegsjahr in Mazedonien Wetterbeobachtungen für die kaiserlichen Luftstreitkräfte. 1920 wurde Kuhlbrodt bei Gustav Hellmann an der Friedrich-Wilhelms-Universität zu Berlin mit einer Dissertation zur Klimatologie und Meteorologie von Mazedonien promoviert.

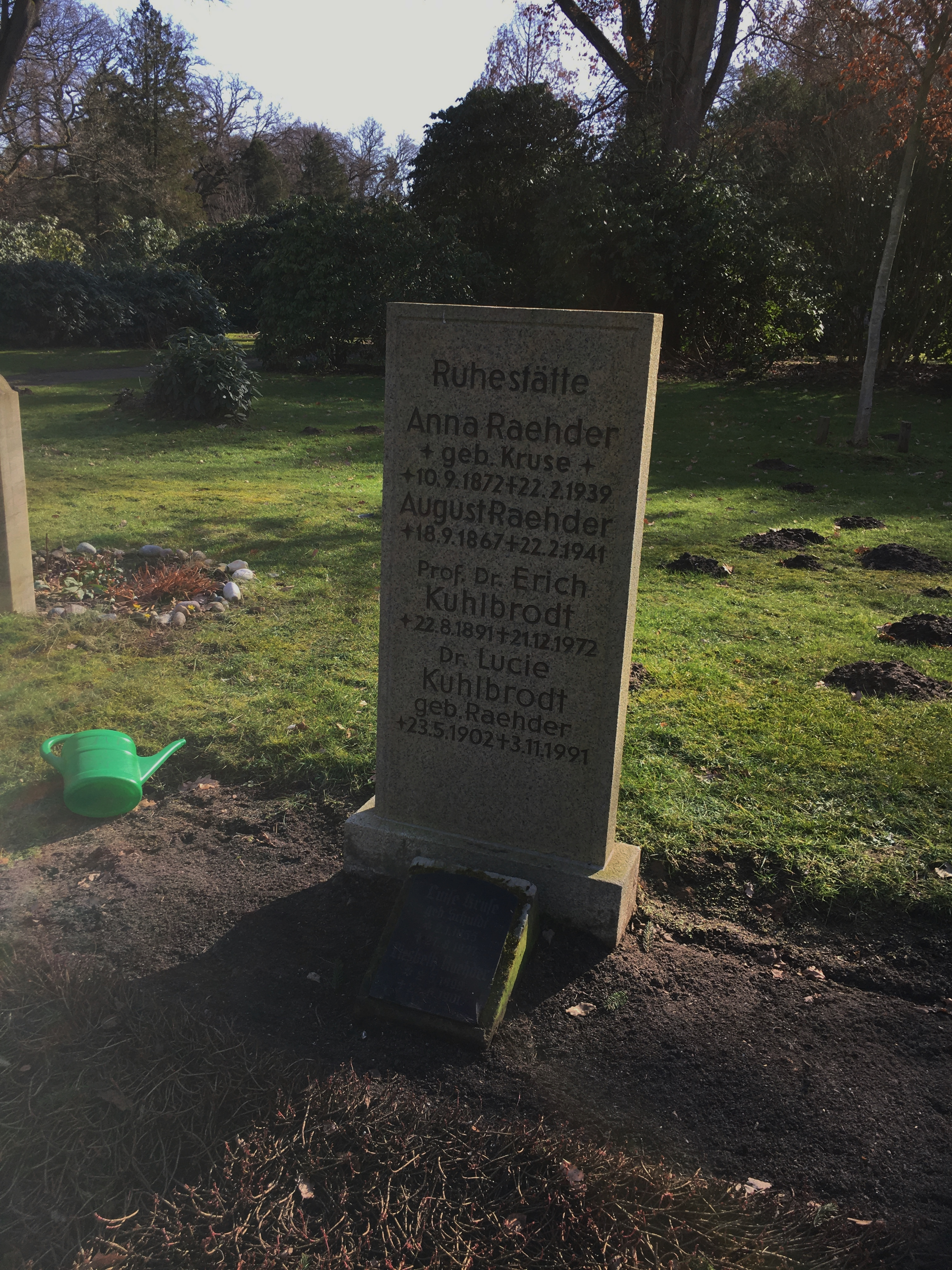
Grabstätte auf dem Friedhof Ohlsdorf

Kuhlbrodt folgte Wegener, der die Nachfolge Wladimir Köppens antrat, an die Deutsche Seewarte nach Hamburg. Unter den Forschern Kuhlbrodt, Wegener und Köppen begann ein Gedanke zu keimen, der damals kühn und phantastisch anmutete. In einer Zeit, in der Flugzeuge nur kurze Strecken zu bewältigen vermochten, wiesen Kuhlbrodt und Wegener darauf hin, dass der ihrer Meinung nach bevorstehende atlantische Luftverkehr als Grundlage für die Navigation über ozeanischen Räumen genaue Kenntnis der Höhenwindverhältnisse benötigen würde. In der Tradition der Seewarte, deren Aufgabe es war, Tiefwasserseglern durch Angaben über die mittleren Windverhältnisse Routenberatung für die Ozeanüberquerung zu geben, begann Kuhlbrodt mit Pilotballonen Höhenwindmessungen von Handelsschiffen aus durchzuführen. Es gelang ihm, hierfür die Hapag-Lloyd und andere große Reedereien als Partner zu gewinnen. Zusammen mit Wegener entwickelte er den Spiegeltheodoliten für Ballonverfolgung von fahrenden Schiffen. Der Spiegel-Theodolit ermöglichte erstmals, ein Messnetz einzurichten. Dies vertiefte eine Theorie der atmosphärischen Zirkulation zwischen Äquator und Pol. Mit diesem Thema habilitierte sich Kuhlbrodt 1923 an der Universität Hamburg, die ihn 1928 zum außerordentlichen Professor ernannte. Es folgten dort über 30 Jahre Lehrtätigkeit, und es entstanden über 50 wissenschaftliche Veröffentlichungen.
Die Jahre 1925 bis 1927 verbrachte Kuhlbrodt an Bord des ersten Forschungsschiffes Meteor, das immer wieder den Atlantik zwischen Westafrika und der Ostküste Südamerikas kreuzte. Auf dieser Deutschen Atlantischen Expedition von insgesamt 67.535 Seemeilen führte Kuhlbrodt Höhenwindmessungen durch. Dies brachte ihn auf die Höhe seines Erfolges. Das System der planetarischen Luftströme nach Kuhlbrodt und Flohn, welches tropische Zirkulationen und Energietransporte in der hohen Atmosphäre darstellt, fand alsbald Eingang in deutsche Erdkunde-Schulbücher.
1929 gründete Kuhlbrodt den Zweigverein Hamburg der Meteorologischen Gesellschaft. Bis 1956 war Kuhlbrodt Leiter des Seewetteramtes Hamburg.
Aus Kuhlbrodts Ehe mit der Geologin Lucie Raehder gingen fünf Kinder hervor, darunter Rüdiger Kuhlbrodt, Eckhard Kuhlbrodt und Dietrich Kuhlbrodt. Er verstarb 81-jährig in Hamburg und wurde auf dem dortigen Friedhof Ohlsdorf beigesetzt. Die Grabstätte im Planquadrat J 7 liegt südöstlich vom Haupteingang an der Fuhlsbüttler Straße.

## Auszeichnungen
- 1928: Silberne Seewartenmedaille
- 1956: Große Wetterdienstplakette
- 1961: Verdienstorden der Bundesrepublik Deutschland 1. Klasse

## Schriften (Auswahl)
- Über die Polarfronttheorie nach Bjerknes und die neueren Anschauungen von den atmosphärischen Vorgängen. In: Die Naturwissenschaften. Bd. 10, H. 21 (März 1922), S. 495–503, doi:10.1007/BF01568544.
- hrsg. mit Albert Defant: Deutsche atlantische Expedition auf dem Forschungs- und Vermessungsschiff „Meteor“, ausgeführt unter der Leitung von Professor Dr. A. Merz und Kapitän Z. S. F. Spiess 1925–1927: Wissenschaftliche Ergebnisse. 15. Die aerologischen Methoden und das aerologische Beobachtungsmaterial. De Gruyter, Berlin 1933.
- Jahreszeitlicher Gang des nordatlantischen Kernpassates. In: Deutsche hydrographische Zeitschrift. Bd. 3 (1950), H. 1/2, S. 127–136, doi:10.1007/BF02274983.